# Florida Ridge
Florida Ridge ist  ein census-designated place (CDP) im Indian River County im US-Bundesstaat Florida. Das U.S. Census Bureau hat bei der Volkszählung 2020 eine Einwohnerzahl von 21.302 ermittelt.

## Geographie
Florida Ridge liegt rund 5 km südlich von Vero Beach sowie etwa 160 km südöstlich von Orlando. Südlich des CDP verläuft die Grenze zum St. Lucie County. Im Osten von Florida Ridge verläuft der Indian River, ein Teil des Intracoastal Waterways an der Ostküste Floridas.
Der CDP wird vom U.S. Highway 1 sowie der Florida East Coast Railway durchquert.

## Demographische Daten
Laut der Volkszählung 2010 verteilten sich die damaligen 18.164 Einwohner auf 9.763 Haushalte. Die Bevölkerungsdichte lag bei 648,7 Einw./km². 77,8 % der Bevölkerung bezeichneten sich als Weiße, 15,6 % als Afroamerikaner, 0,3 % als Indianer und 1,2 % als Asian Americans. 2,7 % gaben die Angehörigkeit zu einer anderen Ethnie und 2,2 % zu mehreren Ethnien an. 10,6 % der Bevölkerung bestand aus Hispanics oder Latinos.
Im Jahr 2010 lebten in 29,5 % aller Haushalte Kinder unter 18 Jahren sowie 36,6 % aller Haushalte Personen mit mindestens 65 Jahren. 65,9 % der Haushalte waren Familienhaushalte (bestehend aus verheirateten Paaren mit oder ohne Nachkommen bzw. einem Elternteil mit Nachkomme). Die durchschnittliche Größe eines Haushalts lag bei 2,43 Personen und die durchschnittliche Familiengröße bei 2,94 Personen.
24,9 % der Bevölkerung waren jünger als 20 Jahre, 22,3 % waren 20 bis 39 Jahre alt, 25,8 % waren 40 bis 59 Jahre alt und 27,0 % waren mindestens 60 Jahre alt. Das mittlere Alter betrug 42 Jahre. 48,6 % der Bevölkerung waren männlich und 51,4 % weiblich.
Das durchschnittliche Jahreseinkommen lag bei 41.051 $, dabei lebten 16,4 % der Bevölkerung unter der Armutsgrenze.
Im Jahr 2000 war englisch die Muttersprache von 93,22 % der Bevölkerung, spanisch sprachen 4,98 % und 1,80 % hatten eine andere Muttersprache.